# Hôtel-Dieu de Sorel
L'Hôtel-Dieu de Sorel est un hôpital situé à Sorel-Tracy.

## Histoire
Le premier hôpital de Sorel est ouvert en 1862 par les Sœurs de la charité de Saint-Hyacinthe, aux coins des rues George et De Ramezay. Il est démoli et reconstruit dans les années 1940 en raison de l'augmentation de la population.
L'Hôtel-Dieu de Sorel est érigé selon les plans de l'architecte Ernest Cormier sous l'impulsion de Pierre-Joseph-Arthur Cardin, député de Richelieu—Verchères. La pierre angulaire est posée en 1946. La direction est initialement confiée aux Religieuses Hospitalières de Saint-Joseph.
La Fondation Hôtel-Dieu de Sorel est constituée par lettres patentes le 14 mai 1984. L'urgence est agrandie en 2009.